# Dinyecha
Dinyecha ist ein Verwaltungsbezirk (Ward) des Distrikts Nanyamba Town Council in der tansanischen Region Mtwara.

## Geografie
Dinyecha liegt im Südosten von Tansania südwestlich des Verwaltungszentrums Nanyamba. Der Bezirk grenzt im Nordosten an Nanyamba, im Südosten an Milangominne, im Südwesten an Mihuta und im Nordwesten an Nitekela. Bei der Volkszählung 2022 lebten 5471 Menschen in 1558 Haushalten auf einer Fläche von 22 Quadratkilometern.

## Gliederung
Der Bezirk besteht aus fünf Gemeinden (Mtaa) mit elf Orten (Kitongoji):
| Dinyecha | Natoto | Chitondola | Chikwaya - Dodoma - China - Ziwani - Mbezi - Ujenzi - Mitangani | Kibaoni - Pakistani - Misufini - Shangani - Lyangahi - Shuleni |

## Gesundheit
Im Bezirk gibt es eine 2013 gegründete staatliche Apotheke, die 2023 zu einem Gesundheitszentrum aufgewertet wurde.